# Apodelphys lamellipes
Apodelphys lamellipes is een eenoogkreeftjessoort uit de familie van de Notodelphyidae. De wetenschappelijke naam van de soort is voor het eerst geldig gepubliceerd in 1970 door Illg.